# Vladímir Potanin
Vladímir Olégovich Potanin (Влади́мир Оле́гович Пота́нин, en ruso) (Moscú, 3 de junio de 1961) es un empresario y multimillonario ruso, es el presidente y fundador de Oneximbank (también llamada Oneksimbank).
Es el dueño del complejo minero de níquel de la ciudad de Norilsk, y está ampliamente considerado como uno de los principales oligarcas económicos de Rusia.

## Vida
Su fortuna en 2025 asciende a US$ $24,2 miles de millones, según la revista Forbes. 
Estuvo casado con Natalia Potánina hasta 2014, es padre de tres hijos: Anastasia, Ivan y Vasili.